# 綾瀨遙
綾瀨遙（日语：／ Ayase Haruka，1985年3月24日—），為日本廣島縣出身的女演員和女歌手。現隸屬於Horipro事務所。

## 簡介
- 從廣島縣立祇園北高等學校（日语：広島県立祇園北高等学校）轉到堀越高等學校修讀並畢業，於帝京大學短期大學中途退學。
- 2000年，獲得第25回HORIPRO TALENT SCOUT CARAVAN GRAND PRIX特別獎，當時以本名「蓼丸綾」參與選拔，從此成為Horipro旗下藝人。
- 2001年，在NTV電視台播放的電視劇《金田一少年之事件簿III》中做為女演員初次亮相。
- 2004年，《在世界中心呼喚愛》電視劇中飾演廣瀨亞紀，一炮而紅。
- 2006年，邀請到音樂製作人小林武史擔任監製，進軍歌壇，於3月24日推出首張單曲《Period（日语：ピリオド (綾瀬はるかの曲)）》。
- 2008年，繼《JUSTICE（日语：Jam Films#JUSTICE）》、《帥哥醫生》之后，與同門師兄妻夫木聰第三度合作，出演喜劇大師三谷幸喜執導的電影《魔幻時刻》。這也是三谷幸喜導演首次同時選用兩名年輕演員擔任重要角色。同年主演電影《我的機器人女友》、《開心直航》、《ICHI》（《女座頭市（日语：ICHI）》），並獲第21回日刊體育電影大賞主演女優賞。
- 2011年，NHK公布2013年大河劇《八重之櫻》，由綾瀨遙擔當主演日本教育家新島襄妻子新島八重的一生，也是綾瀨遙首次出演NHK戲劇。
- 2013年，由於出演大河劇表現優異，以及NHK東日本大震災災後復興訪視計畫《我回來了，東北》親民形象深植人心，正式擔任年度除夕節目第64回NHK紅白歌合戰紅組主持人（是2006年後再度起用大河劇女主角）。同時也應邀於中場休息前和紅白歌手大合唱震災復興主題曲《花正在開》，是在第48回（1997年）以後首次紅白兩組主持人都有演唱。
- 2015年，出演的作品《海街日记》是第68屆坎城影展的竞赛片之一[2][3]，但并没有获奖[4]。
- 2017年，NHK公布2019年大河劇《韋駄天～東京奧運故事～》演員名單，綾瀨遙飾演日本馬拉松之父金栗四三妻子池部壽彌。
- 2021年8月26日，綾瀨遙確診2019冠狀病毒病。她於8月20日起發燒，但篩檢3次均為陰性，直到同月26日抗原檢測陽性，後來因出現呼吸困難症狀而住院，胸部X光肺部呈現白影，經治療已好轉[5]。
- 演出NHK2025年度大河劇《豈有此理〜蔦重繁華如夢故事〜》中飾演九郎助稻荷兼擔任旁白。

## 軼事
- 藝名是從《週刊YOUNG JUMP》募集而來的。
- 《在世界中心呼喚愛》電視劇中，為了演出身患白血病的女主角，跟電影版的長澤雅美一樣，把頭髮剃光，另外也特地減重。
- 尊敬的女演員是八千草薰（一起出演《白夜行》）、松隆子（一起出演《HERO》）、深津繪里（一起出演《魔幻時刻》）、樹木希林（一起出演《海街日记》）等。另外喜歡的男演員是小日向文世（一起出演《魔幻時刻》、《仁者俠醫》）。
- 在演出《鹿男》時，曾因為思考很多人生問題，跟共演者兒玉清多次談到深夜。
- 2013年除夕主持NHK紅白歌合戰，因受到東日本大震災災民及當地學生感動，在中場休息前演唱時，情不自禁現場流淚，成為當時紅白受矚目話題之一。

## 主要作品

### 連續劇
| 播出年份 | 播出日期                 | 電視台         | (中/日） 戲劇名稱                                           | 角色                           | 備註     |
| -------- | ------------------------ | -------------- | ----------------------------------------------------------- | ------------------------------ | -------- |
| 2001年   | 7月14日 - 9月15日        | NTV            | 金田一少年事件簿III 『金田一少年の事件簿』                  | 二ノ宮朋子                     | 客串     |
| 2002年   | 5月2日 - 10月24日        | THK            | Cosmo★Angel 『コスモ★エンジェル』                           | ハルカ                         |          |
| 2003年   | 1月7日 - 3月18日         | KTV            | 我的生存之道『僕の生きる道』                                | 杉田まぐみ                     |          |
| 2003年   | 4月11日 - 6月20日        | TBS            | 醫界風雲 『ブラックジャックによろしく』                     | 椿理沙子                       |          |
| 2003年   | 7月2日 - 9月10日         | NTV            | 幸福的王子『幸福の王子』                                    | 光石繭                         |          |
| 2004年   | 1月14日 - 3月17日        | TBS            | 暴風雨之戀                                                  | 牧野佐保                       |          |
| 2004年   | 7月2日 - 9月10日         | TBS            | 在世界的中心呼喊愛情『世界の中心で、愛をさけぶ』            | 廣瀬亜紀                       | 助演     |
| 2005年   | 4月10日 - 6月26日        | TBS            | 牽絆的愛 『あいくるしい』                                   | 真柴みちる                     | 助演     |
| 2006年   | 1月12日 - 3月23日        | TBS            | 白夜行                                                      | 唐澤雪穗                       | 助演     |
| 2006年   | 10月14日 - 12月16日      | NTV            | 唯一的愛 『たったひとつの恋』                               | 月丘菜緒                       | 助演     |
| 2007年   | 7月11日 - 9月12日        | NTV            | 魚干女又怎樣『ホタルノヒカリ』                              | 雨宮螢                         | 主演     |
| 2008年   | 1月17日 - 3月20日        | CX             | 鹿男『鹿男あをによし』                                      | 藤原道子                       | 助演     |
| 2008年   | 4月19日 - 7月26日        | TBS            | ROOKIES『ルーキーズ』                                       | 御子柴響子                     | 友情客串 |
| 2009年   | 5月23日 - 7月11日        | TBS            | MR.BRAIN 『ミスター.ブレイン』                              | 由里和音                       | 助演     |
| 2009年   | 10月11日 - 12月20日      | TBS            | 仁醫『JIN-仁-』                                             | 橘咲                           | 助演     |
| 2010年   | 7月7日 - 9月15日         | NTV            | 魚干女又怎樣2 『ホタルノヒカリ』                            | 雨宮螢                         | 主演     |
| 2011年   | 4月17日 - 6月26日        | TBS            | 仁醫2 『JIN-仁-』                                           | 橘咲                           | 助演     |
| 2011年   | 10月16日 - 12月18日      | TBS            | 南極大陸                                                    | 高岡美雪                       | 助演     |
| 2013年   | 1月6日 - 12月15日        | NHK 『大河劇』 | 八重之櫻『八重の桜』                                        | 新島(山本)八重                 | 主演     |
| 2014年   | 10月15日 - 12月17日      | NTV            | 今天不上班『きょうは会社休みます』                          | 青石花笑                       | 主演     |
| 2016年   | 1月15日 - 3月18日        | TBS            | 別讓我走『わたしを離さないで』                              | 保科恭子                       | 主演     |
| 2016年   | 3月19日 - 4月9日         | NHK綜合頻道    | 精靈守護者                                                  | バルサ                         | 主演     |
| 2017年   | 1月21日 - 3月25日        | NHK綜合頻道    | 精靈守護者2                                                 | バルサ                         | 主演     |
| 2017年   | 10月4日 - 12月6日        | NTV            | 太太 請小心輕放 『奥様は、取り扱い注意』                    | 伊佐山菜美                     | 主演     |
| 2017年   | 11月25日 - 2018年1月13日 | NHK綜合頻道    | 精靈守護者3                                                 | バルサ                         | 主演     |
| 2018年   | 7月10日 - 9月18日        | TBS            | 繼母與女兒的藍調 『義母と娘のブルース』                     | 岩木(宮本)亜希子               | 主演     |
| 2019年   | 1月6日 - 12月15日        | NHK 『大河劇』 | 韋駄天～東京奧運故事～ 『いだてん〜東京オリムピック噺〜』   | 春野スヤ                       | 客串     |
| 2021年   | 1月17日 - 3月21日        | TBS            | 天國與地獄～瘋狂的2人～ 『天國と地獄 ～サイコな2人』        | 望月彩子／日高陽斗（靈魂交換） | 主演     |
| 2022年   | 4月11日 - 6月20日        | CX             | 前男友的遺書 『元彼の遺言状』                               | 劍持麗子                       | 主演     |
| 2025年   | 1月5日 - 12月            | NHK 『大河劇』 | 豈有此理〜蔦重繁華如夢故事〜 『べらぼう〜蔦重栄華乃夢噺〜』 | 九郎助稻荷（旁白）             | 助演     |
| 2025年   | 6月21日 - 8月2日         | NHK綜合頻道    | 孤獨死又怎樣 『ひとりでしにたい』                           | 山口鳴海                       | 主演     |

### 單元劇/短篇劇
| 播出年份 | 播出日期          | 電視台             | 戲劇名稱                                     | 角色       | 備註 |
| -------- | ----------------- | ------------------ | -------------------------------------------- | ---------- | ---- |
| 2002年   | 11月23日          | NHK綜合、NHK BS-hi | 平成14年度文化廳藝術祭參加作品「風の盆から」 | 杉村亞季   |      |
| 2003年   | 4月8日            | CX                 | 毛骨悚然撞鬼經驗「來自黑暗的電話」           | 小野瀨美幸 |      |
| 2003年   | 5月3日            | CX                 | 男湯～ゴボイジャーショーの巻～               | 松浦美奈   |      |
| 2003年   | 12月27日          | CX                 | 太閤記～被稱為猴子的男人~                    | 志乃       |      |
| 2004     | 2月11日           | CX                 | P&G潘婷電視劇 特別篇「月在冬空上閃耀」       | 今宮華子   | 主演 |
| 2004     | 2月14日           | CX                 | 毛骨悚然撞鬼經驗「行人穿越道奇譚」           | 中村千里   | 主演 |
| 2004     | 5月3日 - 5月6日   | YTV                | 極限推理コロシアム                           | 篠崎亞美   |      |
| 2005年   | 10月4日 - 10月6日 | TBS                | 赤色命運                                     | 島崎直子   | 主演 |
| 2006年   | 1月2日 - 1月3日   | TBS                | 里見八犬傳                                   | 濱路       |      |
| 2006年   | 7月3日            | CX                 | HERO 特別篇                                  | 泉谷りり子 |      |
| 2009年   | 3月21日 - 3月22日 | CX                 | 黑部的太陽                                   | 瀧山幸子   |      |
| 2009年   | 8月22日           | CX                 | 毛骨悚然撞鬼經驗「怨恨的代價」               | 篠崎まゆみ | 主演 |
| 2020年   | 1月2日            | TBS                | 繼母與女兒的藍調2020謹賀新年特別篇           | 岩木亞希子 | 主演 |
| 2021年   | 3月6日            | NHK綜合、NHK BS4K  | 明天會在你身邊笑著                           | 真城蒼     | 主演 |
| 2022年   | 1月2日            | TBS                | 繼母與女兒的藍調2022謹賀新年特別篇           | 岩木亞希子 | 主演 |
| 2024年   | 1月2日            | TBS                | 繼母與女兒的藍調FINAL 2024謹賀新年特別篇     | 岩木亞希子 | 主演 |

### 電影
| 上映年份 | 上映日期 | 發行公司                  | 電影名稱                             | 角色           | 備註           |
| -------- | -------- | ------------------------- | ------------------------------------ | -------------- | -------------- |
| 2002年   | 12月28日 | ショウゲート              | JUSTICE（《Jam Films》中的一篇）     | 女子高生星さん |                |
| 2004年   | 11月13日 | ミコット&バサラ           | 雨鱒之川                             | 高倉小百合     | 主演           |
| 2004年   | 12月4日  | 華特迪士尼工作室電影      | 超人特攻隊                           | 巴小倩         | 聲優演出       |
| 2005年   | 1月15日  | ファントム・フィルム      | NEW HORIZON《Jam Films S》中的一篇） | サヨコ         |                |
| 2005年   | 6月11日  | 東寶                      | 戰國自衛隊1549                       | 濃姬           |                |
| 2006年   | 1月27日  | 勝利娛樂                  | たべるきしない                       | ナオ           | 主演           |
| 2007年   | 9月8日   | 東寶                      | HERO                                 | 泉谷りり子     |                |
| 2008年   | 5月31日  | ギャガ                    | 我的機器人女友                       | 女友           | 主演           |
| 2008年   | 6月7日   | 東寶                      | 魔幻時刻                             | 鹿間夏子       |                |
| 2008年   | 10月25日 | 華納兄弟                  | ICHI(女座頭市)                       | 市（架空人物） | 主演           |
| 2008年   | 11月15日 | 東寶                      | 開心直航                             | 齊藤悅子       |                |
| 2009年   | 4月18日  | 華納兄弟、東映            | 巨乳排球                             | 寺島美香子     | 主演           |
| 2009年   | 5月30日  | 東寶                      | ROOKIES－畢業－                      | 御子柴響子     | 特別演出       |
| 2009年   | 8月22日  | 東寶                      | 棄寶之島：遙與魔法鏡                 | 遙役           | 主演、聲優演出 |
| 2010年   | 10月16日 | 華納兄弟                  | 算計：七日死亡遊戲                   | 須和名祥子     |                |
| 2011年   | 5月28日  | 東寶                      | 豐臣公主                             | 鳥居忠子       |                |
| 2012年   | 6月9日   | 東寶                      | 魚乾女又怎樣：羅馬假期               | 雨宮螢         | 主演           |
| 2012年   | 8月25日  | 東寶                      | 只為了你                             | 濱崎奈緒子     |                |
| 2012年   | 9月1日   | 松竹                      |                                      | 加賀美厚子     | 主演           |
| 2013年   | 6月1日   | 東寶                      | REAL～完美的蛇頸龍之日               | 和淳美         | 雙主演         |
| 2014年   | 5月31日  | 東寶                      | 萬能鑑定士Q -蒙娜麗莎之瞳-           | 凜田莉子       | 主演           |
| 2015年   | 6月13日  | 東寶、GAGA                | 海街日記                             | 香田幸         | 主演           |
| 2015年   | 10月24日 | 東寶                      | 銀河街道                             | 挪野           |                |
| 2016年   | 6月4日   | 東寶                      | 高台家的成員                         | 平野木繪       | 主演           |
| 2016年   | 12月10日 | 東寶                      | 被稱為海賊的男人                     | 國岡由季       |                |
| 2017年   | 1月14日  | 東寶                      | 本能寺飯店『本能寺ホテル』           | 倉本繭子       | 主演           |
| 2018年   | 2月10日  | 華納兄弟                  | 今夜，在浪漫劇場與你相遇             | 美雪           | 雙主演         |
| 2018年   | 8月1日   | 華特迪士尼工作室電影      | 超人特攻隊2                          | 巴小倩         | 聲優演出       |
| 2021年   | 3月19日  | 東寶                      | 劇場版太太 請小心輕放                | 伊佐山菜美     | 主演           |
| 2022年   | 6月10日  | 東京Theatres、Little More | 是，我不會游泳                       | 薄原靜香       |                |
| 2023年   | 1月27日  | 東映                      | THE LEGEND & BUTTERFLY               | 濃姬           |                |
| 2023年   | 8月11日  | 東映                      | 左輪百合 Revolver Lily               | 小曾根百合     | 主演           |

### 纪录片节目
- TBS电视台放送50周年〜战后60年特別企画〜「广岛」（2005年8月5日，TBS）
- NEWS23X特別企画「绫濑遥跟随战争的记忆〜第65年的证言〜」（2010年5月10日以后，每月数次定期播放，TBS）
- 「青春的语言  風街的歌～作詞家・松本隆の40年〜」（2010年5月26日、NHK）
- NEWS23 绫濑遥倾听「战争」（TBS）
  - NEWS23X Special「绫濑遥倾听战争〜消散在珍珠港的爱恋〜」（2010年12月12日）
  - NEWS23 绫濑遥倾听「战争」 原子弹爆炸后诞生的生命（2013年8月6日 - 8月8日）
  - NEWS23 绫濑遥倾听「战争」 #16 - #18 （2014年8月6日・8月7日・8月13日）
  - NEWS23 绫濑遥倾听「战争」 原子弹爆炸孤儿的战后（2016年8月15日）
  - NEWS23 绫濑遥倾听「战争」 从地图上消失的秘密岛屿（2017年8月15日）
  - NEWS23 绫濑遥倾听「战争」 不说话的女人（2018年8月15日, TBS）
  - NEWS23 绫濑遥倾听「战争」 原子彈在廣島投下的那一天（2019年8月6日）
  - NEWS23 绫濑遥倾听「战争」 東京歸國〜西伯利亞被拘留者的回憶（2019年8月15日）
  - NEWS23 绫濑遥倾听「战争」 戰後75年“ 綾瀨遙x戰爭x高中生”（2020年8月12日）
- 輝く女（2012年12月2日（前編）・2012年12月9日（後編）、NHK-BSプレミアム）[6]
- 我回家了、東北（2012年12月 - 2013年秋，NHK）[7]
- 明日へ1min. 綾瀬はるかの"ふくしまに恋して"（2014年4月30日 - ，NHK）[8]
- TBSテレビ60周年特別企画「ものづくり日本の奇跡」（2015年3月23日 - 3月26日、3月28日，TBS） - MC[9]
- 战后70年特别节目「碑～忘不了。你們的事～」（日语：いしぶみ）（2015年8月1日，廣島電視台制作，日本电视系列） - 朗读[10]
- 千の証言スペシャル 私の街も戦場だった2「家族と戦争」（2015年8月15日、TBS） - 司会[11]
- 震災から5年 "明日へ"コンサート（2016年3月12日，NHK総合）
- ものづくり日本の奇跡 日の丸テクノロジーがオリンピックを変えた元気が出る60年物語（2016年9月3日，TBS） - MC[12]
- 目撃!にっぽん「“村はなくなった”〜西日本豪雨　限界集落の半年〜」（2019年2月3日，NHK総合） - 語り
- 綾瀬はるかと挑戦者たち ビリー・エリオット 躍動する４人の少年と激動の舞台裏（2020年8月22日，TBS）

### PV
- Mr.Children「未来」（2005年）

### 配音旁白
- 貓咪物語 Vol.4 旁白

### CD
- Period（2006年3月24日）
- 交差點 days（2006年9月13日）
- 飛行機雲（2007年12月5日）
- 瑪格麗特（2010年8月11日）

### DVD
- 綾瀬はるか「ホリプロスカウトキャラバン」（2001年5月23日發行）
- 綾瀬はるか「treasure〜たからもの。」（2002年6月5日發行）
- 綾瀬はるか「…揺れる17歳」（2003年2月28日發行）
- 綾瀬はるか週刊ヤングサンデープレミアム「Good Day」（2004年6月16日發行）

### 主持
- 第64回NHK紅白歌合戰(2013年12月31日 , NHK)紅組主持人
- 第66回NHK紅白歌合戰(2015年12月31日 , NHK)紅組主持人
- 第70回NHK紅白歌合戰(2019年12月31日 , NHK)紅組主持人

## 得獎紀錄
| 年份   | 大賞名稱                        | 獎項            | 作品                                  | 結果 |
| ------ | ------------------------------- | --------------- | ------------------------------------- | ---- |
| 2004年 | 第42回日劇學院賞                | 助演女優賞      | 在世界的中心呼喊愛情                  | 獲獎 |
| 2005年 | 第42回金箭賞                    | 新人賞          | 在世界的中心呼喊愛情                  | 獲獎 |
| 2006年 | 第48回日劇學院賞                | 助演女優賞      | 白夜行                                | 獲獎 |
| 2007年 | 第31回エランドール赏(Élan d'or) | 新人賞          | 白夜行                                | 獲獎 |
| 2008年 | 第32回山路文子電影獎            | 新人女優賞      | 我的機器人女友                        | 獲獎 |
| 2008年 | 第32回山路文子電影獎            | 新人女優賞      | ICHI                                  |      |
| 2008年 | 第32回山路文子電影獎            | 新人女優賞      | 開心直航                              |      |
| 2008年 | 第21回日刊體育電影大賞          | 主演女優賞      | 我的機器人女友                        | 獲獎 |
| 2008年 | 第21回日刊體育電影大賞          | 主演女優賞      | ICHI                                  |      |
| 2008年 | 第21回日刊體育電影大賞          | 主演女優賞      | 開心直航                              |      |
| 2009年 | 第63回日劇學院賞                | 助演女優賞      | JIN-仁-                               | 獲獎 |
| 2009年 | 第6回TVnavi日劇年度大賞         | 助演女優賞      | JIN-仁-                               | 獲獎 |
| 2009年 | 第52回藍絲帶獎                  | 主演女優賞      | 巨乳排球                              | 獲獎 |
| 2009年 | 第33回日本電影學院賞            | 優秀主演女優賞  | 巨乳排球                              |      |
| 2009年 | 第33回日本電影學院賞            | 話題賞 俳優部門 | 巨乳排球                              | 獲獎 |
| 2010年 | 第18回橋田賞                    | 新人賞          | JIN-仁-                               | 獲獎 |
| 2010年 | 第66回日劇學院賞                | 主演女優賞      | 螢之光2                               | 獲獎 |
| 2011年 | 第69回日劇學院賞                | 助演女優賞      | 仁醫2                                 | 獲獎 |
| 2013年 | 第10回TVnavi日劇年度大賞        | 主演女優賞      | 八重之櫻                              | 獲獎 |
| 2014年 | 第83回日劇學院賞                | 主演女優賞      | 今天不上班                            | 獲獎 |
| 2015年 | 第18回日刊體育日劇大賞          | 主演女優賞      | 今天不上班                            | 獲獎 |
| 2015年 | 第7屆TAMA电影獎                 | 最優秀女優賞    | 海街日記                              | 獲獎 |
| 2015年 | 第37回橫濱電影節                | 主演女優賞      | 海街日記                              | 獲獎 |
| 2015年 | 第28回日刊體育電影大賞          | 主演女優賞      | 海街日記                              | 獲獎 |
| 2016年 | 第39回日本電影學院獎            | 優秀主演女優賞  | 海街日記                              |      |
| 2016年 | 第70回每日電影獎                | 主演女優賞      | 海街日記                              | 獲獎 |
| 2016年 | 第25回東京體育电影大獎          | 主演女優賞      | 海街日記                              | 獲獎 |
| 2017年 | 第5回JAPAN ACTION AWARDS        | 最佳優秀女優賞  | 精靈守護者                            | 獲獎 |
| 2018年 | 第10回CONFiDENCE日劇大獎        | 主演女優賞      | 太太 請小心輕放                       | 獲獎 |
| 2018年 | 第95回日劇學院賞                | 主演女優賞      | 太太 請小心輕放                       | 獲獎 |
| 2018年 | 第6回JAPAN ACTION AWARDS        | 最佳優秀女優賞  | 精靈守護者第二季：悲傷的破壞神        | 獲獎 |
| 2019   | 第7回JAPAN ACTION AWARDS        | 優秀女優賞      | 精靈守護者第三季：最終章              | 獲獎 |
| 2019   | 第22回日刊體育日劇大賞          | 主演女優賞      | 繼母與女兒的藍調                      | 獲獎 |
| 2021   | 第24回日刊體育日劇大賞          | 主演女優賞      | 天國與地獄～瘋狂的2人～               | 獲獎 |
| 2021   | 第107回日劇學院賞               | 主演女優賞      | 天國與地獄～瘋狂的2人～               | 獲獎 |
| 2023   | 第48回報知電影獎                | 主演女優賞      | THE LEGEND & BUTTERFLY、Revolver Lily | 獲獎 |

## 書籍

### 写真集
- birth（2001年11月、集英社）ISBN 978-4-08-780338-9
- ひと夏…。 綾瀬はるか写真集（2002年12月、メディア・クライス）ISBN 978-4-89-461926-5
- HEROINE（2004年7月、小学館）ISBN 978-4-09-372101-1
- tea spoon Vol.2 fanciful 〜featuring 綾瀬はるか〜（2006年2月，プレビジョン/角川書店）ISBN 978-4-04-894057-3
- 綾瀬はるかPHOTO BOOK “Float.”（2008年4月、ワニブックス）ISBN 978-4-84-704069-6
- Haruka Ayase in Cyborg she『僕の彼女はサイボーグ』公式ガイドブック （2008年6月，ゴマブックス）ISBN 978-4-77-710963-0
- 綾瀬はるか in 「ICHI」（2008年10月，東京ニュース通信社）ISBN 978-4-86-336028-0
- 綾瀬はるか in おっぱいバレー オフィシャルPHOTOブック（2009年4月，東京ニュース通信社）ISBN 978-4-86-336052-5
- 綾瀬はるかフォトブック HARUKA（2012年6月、講談社）ISBN 978-4-06-217803-7
- 映画 ひみつのアッコちゃん 公式ビジュアルブック（2012年8月、小学館）ISBN 978-4-09-103224-9
- 原色 綾瀬はるか（2012年12月、文藝春秋）ISBN 978-4-16-375900-5
- 綾瀬はるかフォトブック Document（2014年5月，KADOKAWA）ISBN 978-4-04-110753-9
- MOMENTO（2014年9月、集英社）ISBN 978-4-08-780715-8
- SEA STORIES Haruka Ayase（2015年4月，宝島社）ISBN 978-4-80-023072-0
- 綾瀬はるか写真集 BREATH（2017年4月，集英社）ISBN 978-4-08-780810-0
- Document 2015-2018（2018年9月14日，KADOKAWA）ISBN 978-4048963749
- ハルカノイセカイ01 台湾（2019年8月28日，講談社）ISBN 978-4-06-516750-2
- ハルカノイセカイ02 ハワイ（2020年1月29日，講談社）ISBN 978-4-06-517172-1
- ハルカノイセカイ03 リスボン（2020年6月30日，講談社）ISBN 978-4-06-518113-3

### 杂志・报纸
- 朝日新聞 2008年10月17日夕刊・金曜エンタ「ゾクゾクする絶対美人」 （页面存档备份，存于）
- はるかの本（雑誌withにて連載）
- 朝日新聞 2016年1月15日 広告特集「今を生き、輝く『わたしを離さないで』」 - カズオ・イシグロとの対談

### 纪录片
- TBS電視台『NEWS23』取材班編《绫濑遥倾听“战争”》 （日語：『綾瀬はるか「戦争」を聞く』）（2013年4月19日，岩波JUNIOR新書（日语：岩波ジュニア新書））ISBN 978-4-00-500741-7
- TBS电视台『NEWS23』取材班編 《绫濑遥倾听“战争”II》（2016年7月21日，岩波JUNIOR新書）ISBN 978-4-00-500835-3

## 外部連結
- 綾瀨遙所屬事務所個人資料 （页面存档备份，存于）
- 綾瀬遙 Victor藝人網頁 （页面存档备份，存于）